# Terra de Areia
Terra de Areia este un oraș în Rio Grande do Sul (RS), Brazilia.